# Фридрих I (Прусия)
Вижте пояснителната страница за други личности с името Фридрих I.
Фридрих I (11 юли 1657, Кьонигсберг, Прусия – 25 февруари 1713, Берлин, Прусия) е първият крал на Прусия (1701 – 1713) и курфюрст на Бранденбург (1688 – 1713) като Фридрих III.

## Живот
Роден на 11 юли 1657 г., той наследява баща си Фридрих Вилхелм Великият курфюрст в Бранденбург. Той е курфюрст на Бранденбург от 16 май 1688 до 18 януари 1701 г. под името Фридрих III.
Още от 1693 година като курфюрст на Бранденбург, Фридрих започва преговори с император Леополд по въпроса за своето короноване с пруската корона. Тогава при император Леополд с огромен авторитет се ползва набожният католик Вагнер, след това йезуитът Волф: те убеждавали императора да не се съгласява с молбата на курфюрста на Бранденбург. Нещата за Леополд се променят през 1700 година и пред вида на надигащата се Война за испанското наследство (1701 – 1713) той започва да търси съюзници сред имперските князе. Тогава най-щедра помощ му предлага Фридрих, изисквайки срещу това да получи пруската корона. През декември 1700 година последва императорското съгласие, а още през ноември същата година Фридрих встъпва в съюз с Австрия.
Формално в Германия има крал – този титул от IX век принадлежи на императора на Свещената Римска империя, който се нарича „римски“, а след Максимилиан I „германски крал“. Затова титулът на Фридрих звучи като „Крал в Прусия“, подчертавайки с това, че се намира в Бранденбург, входящ в състава на Империята, затова той е васал на императора. На 18 януари 1701 г. Фридрих е коронясан в Кьонигсберг.
Прахосничеството на Фридрих източва финансовите ресурси на Прусия. Той става покровител на Готфрид Лайбниц.
Умира на 25 февруари 1713 г. и е наследен от своя син Фридрих Вилхелм I.

## Бракове и деца
Първи брак: 1679 г. в Потсдам с принцеса Елизабет Хенриета фон Хесен-Касел (1661 – 1683); имат една дъщеря:
- Луиза фон Бранденбург (1680 – 1705), в 1700 – брак с бъдещия крал на Швеция Фредрик I

Втори брак: 1684 г. в Хановер с принцеса София Шарлота Хановерска (1668 – 1705); те имат децата:
- Фридрих Август (1685 – 1686)
- Фридрих Вилхелм I (1688 – 1740) – брак през 1706 година за принцеса София Доротея фон Брауншвайг-Люнебург

Трети брак: 1708 г. в Берлин с херцогиня София Луиза Мекленбург-Шверинска (1685 – 1735). Бракът е бездетен.